# 駒澤大学体育会サッカー部
駒澤大学 体育会サッカー部（こまざわだいがく たいいくかいサッカーぶ、英語: Komazawa University Soccer Club）は、東京都世田谷区にある駒澤大学のサッカークラブである。関東大学サッカーリーグ戦所属。

## 歴史
1931年に創部。
1979年、関東大学サッカーリーグ戦2部で優勝し、入れ替え戦に勝利して1部へ初昇格。1980年の第60回大会で天皇杯に初出場し、1回戦で日産自動車（現：横浜F・マリノス）を破り天皇杯初勝利も上げた。
1995年、総理大臣杯と全日本大学選手権（インカレ）を共に初優勝し、全国大会2冠を達成。
1997年、6回目の出場となった第77回天皇杯全日本サッカー選手権大会の2回戦で大塚FC（現：徳島ヴォルティス）に勝利。
2002年、関東大学リーグ1部で初優勝。また、総理大臣杯で2002年から2004年まで、インカレで2004年から2006年までそれぞれ3年連続優勝を果たした。
2018年、東京都サッカートーナメントで優勝して天皇杯 JFA 第98回全日本サッカー選手権大会に出場（13年ぶり）。
2021年、東京都サッカートーナメントで優勝。関東大学リーグ1部で2位となりインカレ出場。関東大学リーグ1部1位の流通経済大学を準決勝で破った阪南大学に勝利し、全日本大学サッカー選手権大会で15年ぶり7度目の優勝を果たす。
ロングボールを前線へ送り、FWがヘディングで競り合うサッカーを強みとしており、巻誠一郎、赤嶺真吾、巻佑樹、高崎寛之など高さのあるFWの育成に定評がある。

### 歴代監督
- 原山良勁[5]
- 鍵本勝美
- 秋田浩一（1997年～）

## 戦績
- 太字はリーグ、カップ戦優勝
- 表中の略記・着色セルの内訳は以下の通り

| 優勝 | 準優勝 | 3位、ベスト4 |
| 年度 | 所属    | 順位   | 勝点 | 試合 | 勝 | 分 | 敗 | 得点 | 失点 | 得失 | アミノ杯   | 総理大臣杯 | インカレ | 監督     |
| 2006 | 関東1部 | 準優勝 | 46   | 22   | 14 | 4  | 4  | 38   | 19   | 19   | -          | ベスト8    | 優勝     | 秋田浩一 |
| 2007 | 関東1部 | 4位    | 41   | 22   | 12 | 5  | 5  | 42   | 32   | 10   | -          | -          | ベスト4  | 秋田浩一 |
| 2008 | 関東1部 | 8位    | 28   | 22   | 8  | 4  | 10 | 33   | 39   | -6   | -          | -          | -        | 秋田浩一 |
| 2009 | 関東1部 | 4位    | 37   | 22   | 10 | 7  | 5  | 33   | 24   | 9    | -          | ベスト8    | ベスト4  | 秋田浩一 |
| 2010 | 関東1部 | 4位    | 39   | 22   | 12 | 3  | 7  | 39   | 26   | 13   | -          | 優勝       | ベスト8  | 秋田浩一 |
| 2011 | 関東1部 | 12位   | 19   | 22   | 4  | 7  | 11 | 25   | 38   | -13  | -          | -          | -        | 秋田浩一 |
| 2012 | 関東2部 | 4位    | 34   | 22   | 10 | 4  | 8  | 42   | 38   | 4    | 5位        | ベスト4    | -        | 秋田浩一 |
| 2013 | 関東2部 | 準優勝 | 45   | 22   | 13 | 6  | 3  | 47   | 25   | 22   | 一回戦敗退 | -          | -        | 秋田浩一 |
| 2014 | 関東1部 | 7位    | 31   | 22   | 9  | 4  | 9  | 37   | 44   | -7   | 準優勝     | 二回戦敗退 | -        | 秋田浩一 |
| 2015 | 関東1部 | 10位   | 23   | 22   | 7  | 2  | 13 | 25   | 40   | -15  | 二回戦敗退 | -          | -        | 秋田浩一 |
| 2016 | 関東1部 | 9位    | 28   | 22   | 8  | 4  | 10 | 29   | 38   | -9   | 二回戦敗退 | -          | -        | 秋田浩一 |
| 2017 | 関東1部 | 9位    | 23   | 22   | 6  | 5  | 11 | 29   | 34   | -5   | 8位        | -          | -        | 秋田浩一 |
| 2018 | 関東1部 | 4位    | 35   | 22   | 10 | 5  | 7  | 37   | 33   | 4    | 3位        | ベスト8    | 準優勝   | 秋田浩一 |
| 2019 | 関東1部 | 9位    |      |      |    |    |    |      |      |      | -          | 二回戦敗退 | -        | 秋田浩一 |
| 2020 | 関東1部 | 6位    |      |      |    |    |    |      |      |      | -          |            | -        | 秋田浩一 |
| 2021 | 関東1部 | 準優勝 |      |      |    |    |    |      |      |      | 6位        | 一回戦敗退 | 優勝     | 秋田浩一 |
| 2022 | 関東1部 | 10位   | 21   | 22   | 5  | 6  | 11 | 26   | 40   | -14  |            | ベスト4    |          | 秋田浩一 |
| 2023 | 関東2部 | 優勝   | 47   | 22   | 14 | 5  | 3  | 49   | 23   | 26   |            |            |          | 秋田浩一 |
| 2024 | 関東1部 |        |      |      |    |    |    |      |      |      |            |            |          | 秋田浩一 |

## 主な成績
- 全日本大学サッカー選手権大会
  - 優勝：7回 (1995, 1997, 2001, 2004, 2005, 2006, 2021)
  - 準優勝：3回 (1994, 2003, 2018)
- 総理大臣杯全日本大学サッカートーナメント
  - 優勝：6回 (1995, 1997, 2002, 2003, 2004, 2010)
  - 準優勝：2回 (1996, 2001)
- 関東大学サッカーリーグ戦1部
  - 優勝：3回 (2002, 2003, 2005)
  - 準優勝：4回 (1997, 1999, 2006, 2021)
- 東京都サッカートーナメント（兼天皇杯 JFA 全日本サッカー選手権大会東京都予選）
  - 優勝：2回 (2018, 2021）
  - 準優勝：1回 (2006）
- 関東大学サッカートーナメント大会
  - 準優勝：1回 (2014)
- 東京都社会人サッカーリーグ1部 : 駒澤大学GIOCO世田谷
  - 3位 : 1回 (2019)

## 主な出身者
1977年度卒
- 秋田浩一

1980年度卒
- 椎本邦一

1983年度卒
- 大園浩一
- 上畑政博 - 元JFL富士通、駒大コーチ

1984年度卒
- 内田一夫

1985年度卒
- 佐久間悟
- 三浦俊也

1986年度卒
- 園部晃久

1987年度卒
- 山本健二 - 日本女子代表コーチ、成立学園高校監督
- 塙誠一 - 潮来市市役所[6]

1990年度卒
- 岩本文昭

1991年度卒
- 安間貴義

1992年度卒
- 井尻明
- 藤原寿徳
- 山木勝博※中退

1993年度卒
- 木村哲昌
- 野口裕司

1994年度卒
- 林健太郎
- 碓氷幸一
- 中吉裕司
- 小野秀二郎 - ルーテル学院高校サッカー部監督

1995年度卒
- 栗原圭介
- 松川友明
- 渡邉晋

1996年度卒
- 山田卓也
- 安藤智安

1997年度卒
- 金子誠
- 斉藤雅人
- 三上和良
- 小阪昭典
- 高山英樹 - 元デンソー、2005年JFL得点王

1998年度卒
- 米山篤志
- 盛田剛平
- 大石篤人

1999年度卒
- 内田潤
- 小林慶行

2000年度卒
- 伊藤雅範
- 津村典明 - 元佐川急便SC

2001年度卒
- 小林久晃
- 桜井繁
- 三上卓哉
- 金位漫
- 小宮山友祐
- 大久保哲哉
- 木村誠

2002年度卒
- 深井正樹
- 巻誠一郎
- 新沼泉

2003年度卒
- 小林卓也
- 中田洋介
- 那須大亮
- 橋本早十
- 水摩貴志 - 日立ビルシステムサッカー部監督

2004年度卒
- 鈴木祐輔
- 小林亮
- 中後雅喜
- 関光博
- 太洋一
- 大瀬良直人
- 岩本哲也 - 駒澤大学准教授
- 蒲原隼一郎 - 駒大高校教諭

2005年度卒
- 宮崎大志郎
- 赤嶺真吾
- 鈴木亮平 - 元J2モンテディオ山形、松本山雅FC

2006年度卒
- 廣井友信
- 巻佑樹
- 阿部琢久哉
- 原一樹
- 筑城和人
- 柳崎祥兵
- 三栗寛士 - 元松本山雅FC、FC町田ゼルビア

2007年度卒
- 八角剛史
- 高崎寛之
- 菊地光将
- 塚本泰史
- 小林竜樹
- 平井聡 - エリース東京FC・エリース東京代表

2008年度卒
- 森本勇一
- 島田祐輝
- 鈴木寿毅
- 山下真太郎
- 平岩宗 - 元横河武蔵野FC、エリース東京FC
- 安藤謙 - 元エリース東京FC
- 桐原崇弘 - 元エリース東京FC

2009年度卒
- 佐藤佳成
- 山崎健太
- 市川祐樹
- 中山友規
- 三島康平
- 伊藤龍 - クリアージュFCコーチ

2010年度卒
- 金正也
- 岡大生
- 金久保彩
- 酒井隆介
- 棗佑喜
- 佐光塁 - 元FC岐阜、ヴィアティン三重

2011年度卒
- 肝付将臣
- 砂川太志
- 林堂眞
- 矢ヶ崎瞬 - 審判員

2012年度卒
- 宮城雅史
- 湯澤洋介
- 真野直紀 - アスルクラロ沼津、FC刈谷

2013年度卒
- 野村政孝
- 大石健太
- 山本大貴
- 碓井鉄平
- 檜山昇吾 - 元フットサル日本代表
- 友廣壮希 - 元カンボジアンタイガーFC[7]
- 東海尚哉
- 田中雄一 - VONDS市原
- 戸祭公平 - 日立ビルシステムサッカー部

2014年度卒
- 伊藤槙人
- 大木暁
- 川岸祐輔
- 小牧成亘
- 小牟田洋佑
- 斎藤純平

2015年度卒
- 菊池将太
- 積田景介
- 中村駿
- 新田己裕 -元いわきFC等、FC徳島GM

2016年度卒
- 種岡岐将
- 大谷真史
- 森建太
- 吉岡雅和
- 金大生（朝鮮語版） - 天安シティFC

2017年度卒
- 熱川徳政
- 小口大司 - 東京武蔵野ユナイテッドFC
- 輪島稜 - 駒澤大学GKコーチ
- 関根稜平 - 日立ビルシステムサッカー部

2018年度卒
- 安藤翼
- 中原輝
- 伊勢渉
- 角井栄太郎 - FCマルヤス岡崎
- 大塲淳矢 - 焼津FC
- 福地拓也 - 日立ビルシステムサッカー部

2019年度卒
- 高橋潤哉
- 星キョーワァン
- 菅谷知寿 - F1立川アスレティックFC
- 去渡信吾 - 日立ビルシステムサッカー部

2020年度卒
- 薬真寺孝弥
- 森本ヒマン
- 藤原拓海
- 米田大介 - 東京武蔵野ユナイテッドFC
- 小幡祐稀 - 東京武蔵野ユナイテッドFC
- 真下瑞都 - 東京武蔵野ユナイテッドFC
- 村上弘有 - ブリオベッカ浦安
- 大網友也 - 鎌倉インターナショナルFC

2021年度卒
- 荒木駿太
- 江崎巧朗
- 土信田悠生
- 宮崎鴻
- 桧山悠也 - FC TIAMO枚方
- 島崎翔輝 - エリース東京FC
- 猪俣主真 - 日立ビルシステムサッカー部

2022年度卒
- ウォー・モハメッド
- 相澤佑哉

2023年度卒
- 松本ケン・チザンガ